# Brasil nos Jogos Olímpicos de Verão de 1920
Nos Jogos Olímpicos de Verão de 1920, o Brasil participaria de sua  primeira Olimpíada, em Antuérpia (Bélgica). Os 21 atletas brasileiros - apenas homens - chegaram à Europa e conquistaram três medalhas: uma de ouro, uma de prata e uma de bronze. A modalidade que trouxe essas medalhas para o Brasil foi o tiro ao alvo.
Chefiada por Roberto Trompowsky Júnior, a delegação brasileira embarcou a bordo do navio a vapor Curvello em 1º de julho de 1920 rumo à Antuérpia. Os sete atiradores tiveram grandes dificuldades para chegar às provas. Tiveram que descer em Portugal quando souberam que a embarcação não chegaria a tempo para a prova de tiro. Eles então pegaram um trem de Lisboa a Paris, sendo que boa parte da viagem foi num vagão descoberto, com os atletas pegando chuva e sol. Na capital francesa, trocaram de composição, seguindo para a Bélgica. Porém, em Bruxelas, onde esperavam a conexão para Antuérpia, parte das armas e da munição foi roubada.
Nesse momento, os sete atiradores possuíam 200 balas calibre 38, embora precisassem de pelo menos 75 para cada um. Por sorte, fizeram amizade com os atletas americanos Alfred Lane e Raymond Bracken, que deram 2 mil cartuchos e 50 alvos para os brasileiros.
O Brasil já começou a participar na prova de pistola livre, com Fernando Soledade. Como sua arma era muito ruim, o chefe da equipe americana de tiro, Coronel Snyders, ficou sensibilizado e cedeu duas armas fabricadas pela Colt especialmente para a competição.
Os atiradores Sebastião Wolf, Dario Barbosa, Guilherme Paraense e Afrânio da Costa fizeram um "rodízio" com as armas e conquistaram a medalha de bronze por equipes. Afrânio também conseguiu a medalha de prata individual.
O ouro chegou no dia seguinte, na prova de revólver (hoje chamada de tiro rápido). Guilherme Paraense, primeiro-tenente do Exército, acertou 274 pontos em 300, ficando dois pontos à frente do americano Bracken (exatamente o mesmo que emprestou os cartuchos e alvos).
Paraense, com 36 anos, foi o primeiro medalhista de ouro do Brasil.
O país participou de 3 esportes: esportes aquáticos (natação, pólo aquático e saltos ornamentais), remo e tiro esportivo.